# Erilusa leucoplagalis
Erilusa leucoplagalis is een vlinder uit de familie van de grasmotten (Crambidae). De wetenschappelijke naam van de soort is voor het eerst voorgesteld als Pilocrocis leucoplagalis door George Francis Hampson in een publicatie uit 1899.
De soort komt voor in Cuba, Mexico, Costa Rica en Brazilië.